# Удзунгва

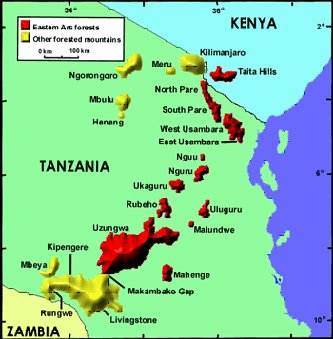
Удзунгва у Східній гірській дузі

Удзунгва — гірський хребет на південному сході Танзанії, частина Східної гірської дуги. Гори вкриті тропічним дощовим лісом. Місцеві ліси вирізняються великої біологічною різноманітністю та високим рівнем ендемізму.

## Географія
Гори знаходяться у танзанійських регіонах Морогоро та Іринга. Найвища точка — гора Лугомберо 2576 м, друга за висотою гора — Мванігана (2265 м). На річці Уланга розташований водоспад Сан'є, який складається з трьох каскадів загальною висотою 300 м.

## Екосистема
Основна частина гір вкрита гірськими дощовими лісами та рідколіссям міомбо. Площа лісів складає близько 10 тис. км². Вище 2000 м на рівнем моря знаходяться альпійські луки. Частина лісів на півдні і центрі Удзунгви вирубані під пасовища.
Гори Удзунгва належать до районів з одним з найвищих рівнем біорізноманіття у світі. Тут мешкає 118 видів ссавців, з них 5 видів трапляється лише тут: примати Piliocolobus gordonorum та Cercocebus sanjei, землерийки Phillipsorum congosorex та Myosorex kihaulei, слонова землерийка Rhynchocyon udzungwensis. Серед птахів ендемічними видами є Cinnyris rufipennis та Xenoperdix udzungwensi. Загалом тут трапляється близько 400 видів птахів.
Для охорони біорізноманіття в Удзунгві створено національний парк Удзунгва-Маунтінз площею 1900 км².